# 250年代
250年代（にひゃくごじゅうねんだい）は、西暦（ユリウス暦）250年から259年までの10年間を指す十年紀。